# 伊丽莎白·莫斯
伊丽莎白·辛格尔顿·莫斯（英語：1982年7月24日—）是一位美國女演員，因在多部电视剧中的表演而闻名，赢得过两次黄金时段艾美奖和两次金球奖。

## 个人生活
2008年10月莫斯和弗莱德·阿米森相识2009年1月他们订婚。2009年10月25日在纽约長島市结婚。2010年6月莫斯和阿米森分居，9月莫斯提出了离婚，2011年5月13日正式离婚。
莫斯是山达基教徒。

## 影視作品
- 2017年至今：《使女的故事》
- 2019年：《地狱厨房》
- 2020年：《雪莉（英语：Shirley (2020 film)）》飾演 雪莉·傑克森
- 2020年：《隱形人》飾演希莉（Cecilia Kass）